# Khuntha

Dans la jurisprudence islamique, une personne khuntha est quelqu'un d'intersexué, présentant à la naissance des organes sexuels masculins et féminins ou aucun organe sexuel. Ce cas rare est distinct de celui des mukhannath. Bien que discutés dans divers domaines juridiques tels que la prière, le mariage et l'héritage, les khuntha sont souvent traités comme une question juridique à part entière. Dans la vie de tous les jours cependant, cette identité est souvent assimilée ou reliée à celle de khanith et de mukhannath.
Contrairement aux personnes atteintes de cécité, surdité, ou d'un handicap physique, les khuntha bénéficient d'un traitement juridique spécifique en raison de la complexité des identités de genre en jeu. Les juristes médiévaux ont tenté de résoudre cette complexité en utilisant diverses méthodes, y compris des tests expérimentaux visant à déterminer le genre dominant. Les sources classiques indiquent des solutions pragmatiques, notamment le report de la division d'héritage jusqu'à ce que le genre soit déterminé, ou l'attribution d'une part égale d'héritage en attendant la clarification. Les discussions modernes mettent en lumière les avancées médicales, telles que les opérations de changement de sexe, qui offrent des solutions pour établir une identité de genre claire.
Selon Sager A Almarri, les khuntha, en raison de leur manque de pouvoir, doivent négocier activement leur place dans l'espace public, en particulier dans la mosquée, où les doctrines juridiques contribuent à normer et restreindre leur comportement. Leurs existences non-binaires et leur résistance remettent en question les stratégies spatiales mises en place dans les lieux de culte pour maintenir la ségrégation des sexes.